# Caleana major
Caleana major är en orkidéart som beskrevs av Robert Brown. Caleana major ingår i släktet Caleana och familjen orkidéer. Inga underarter finns listade i Catalogue of Life.

## Bildgalleri

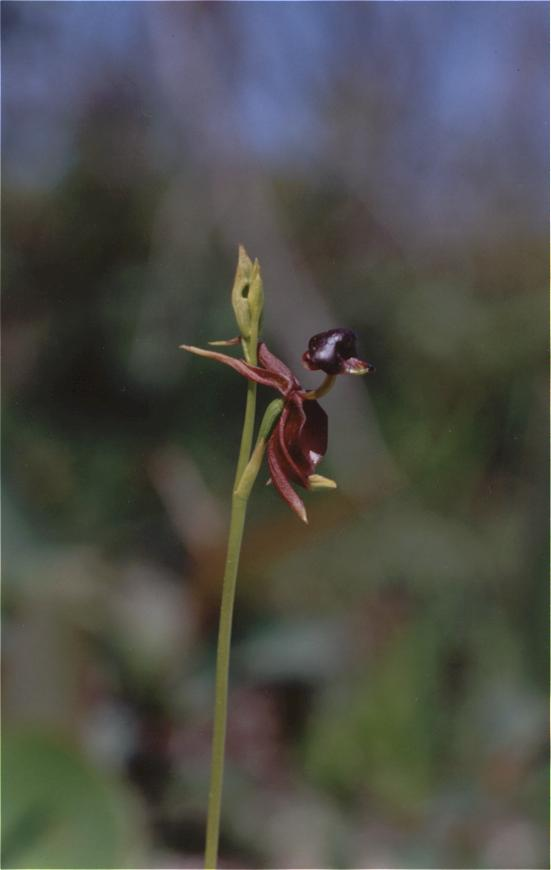
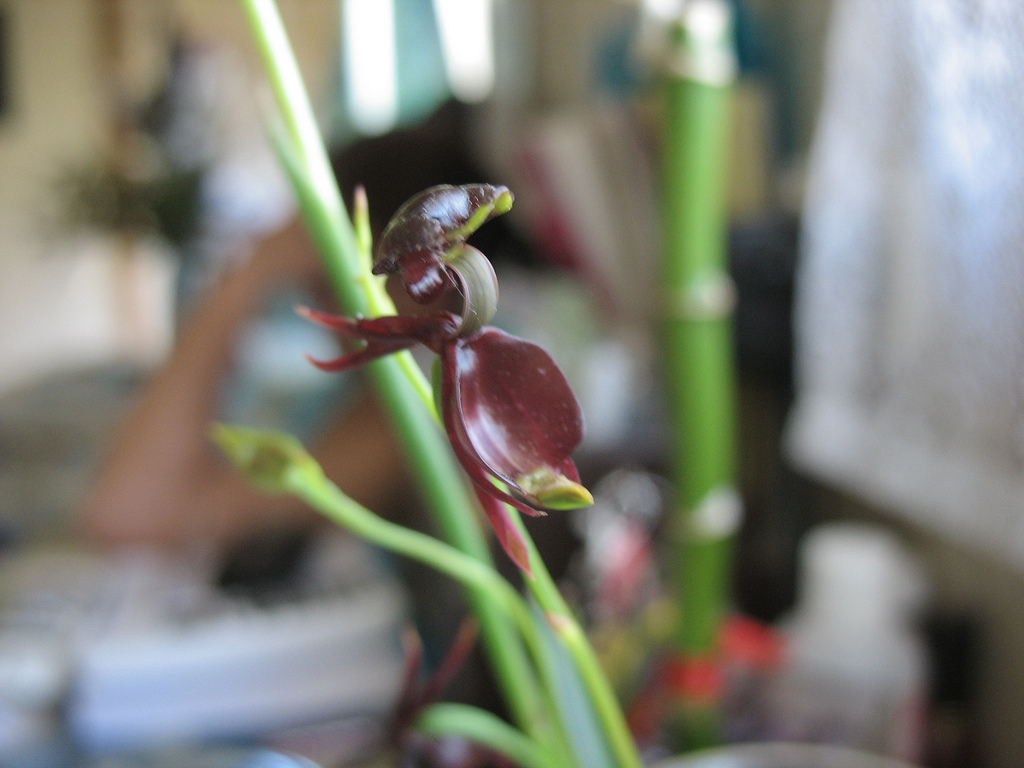
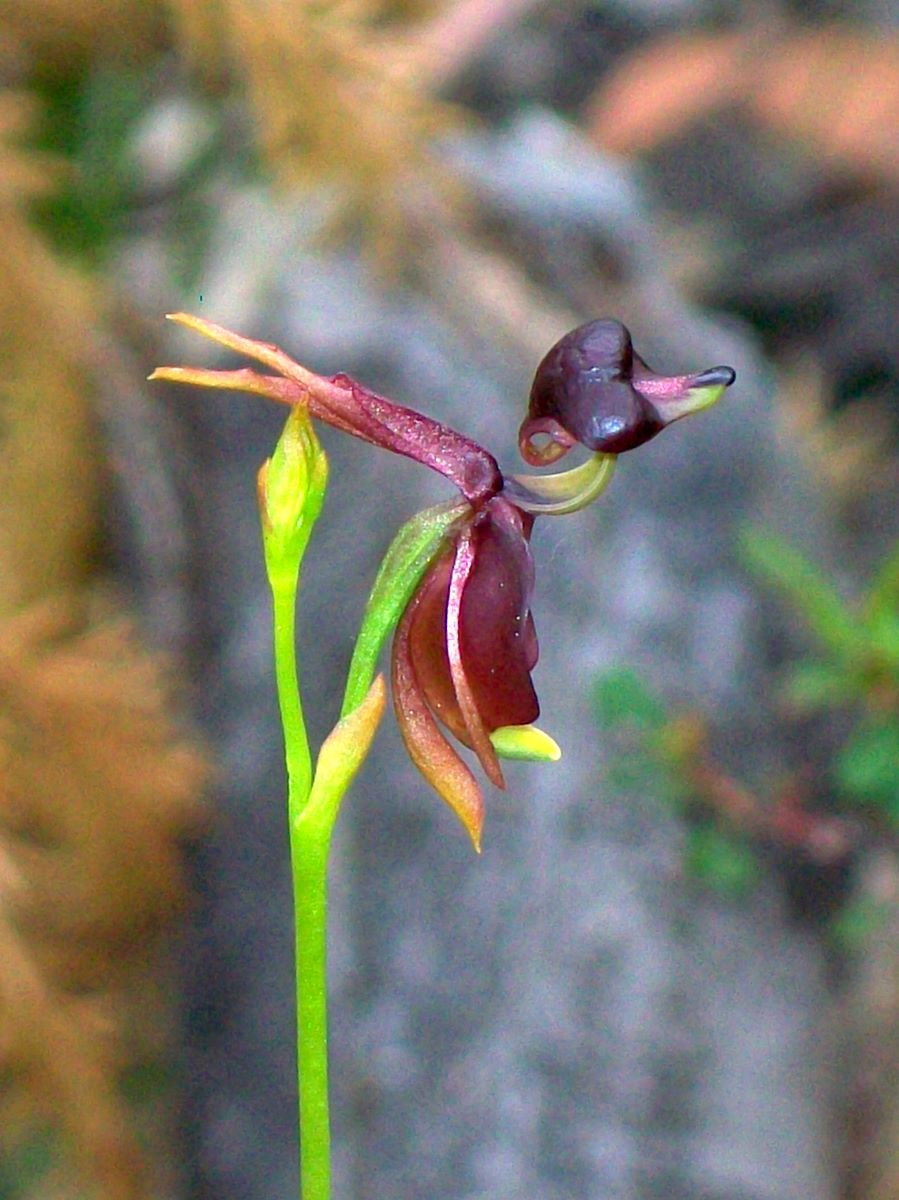
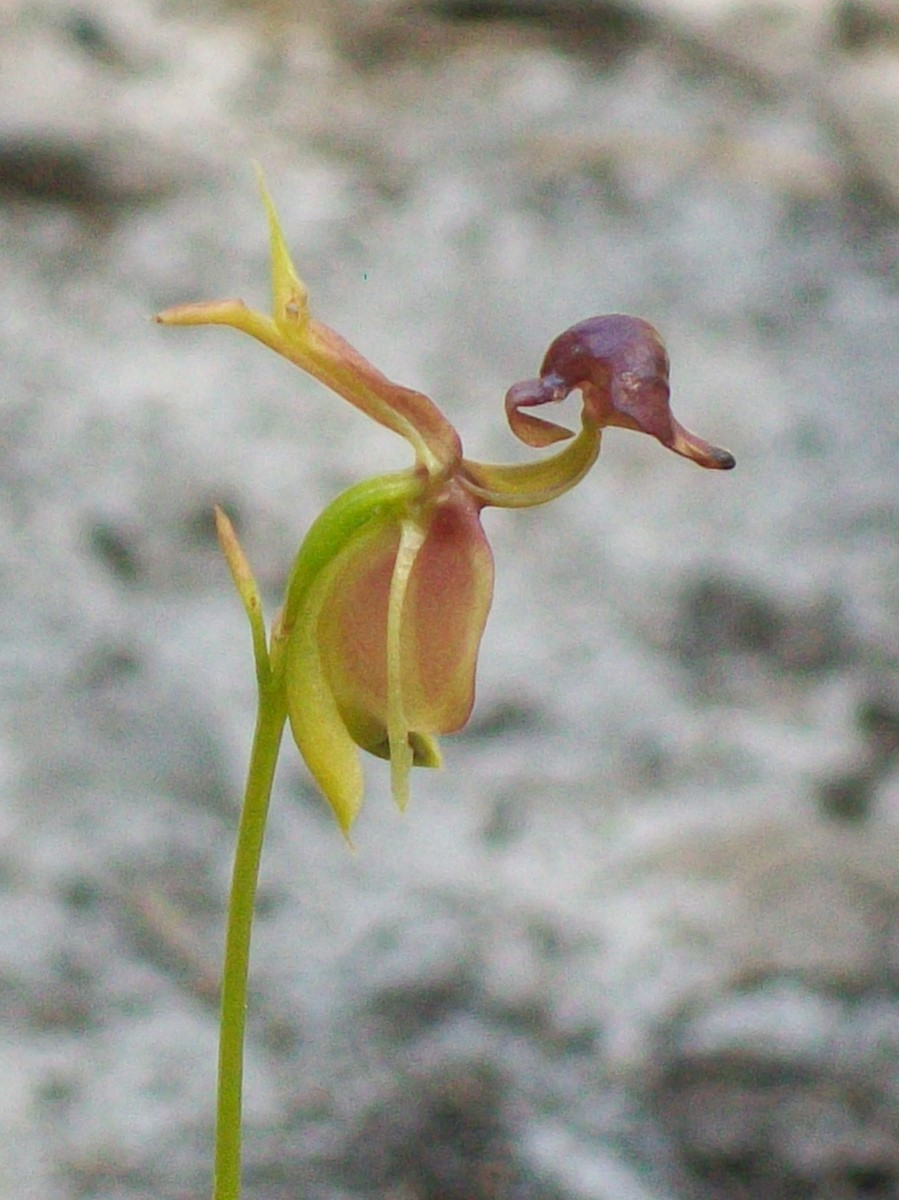
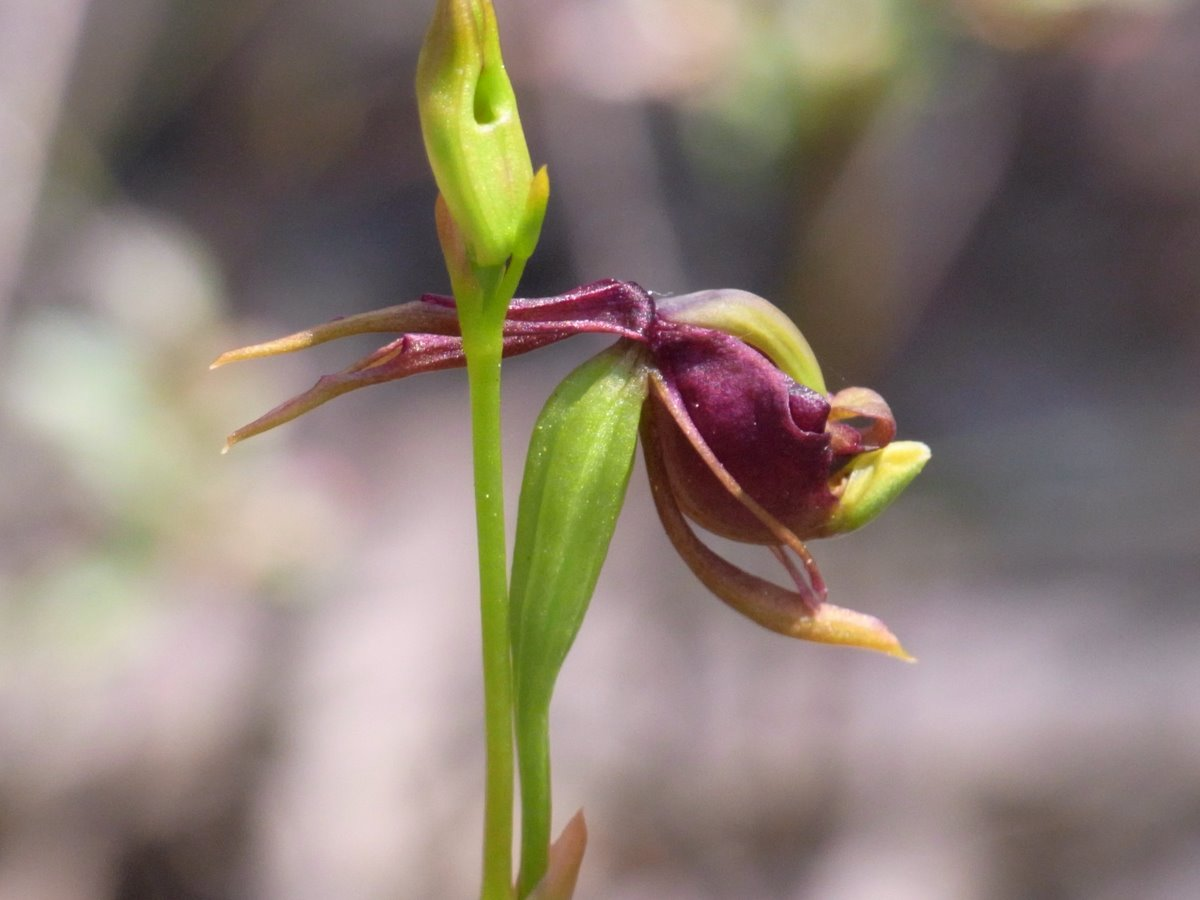
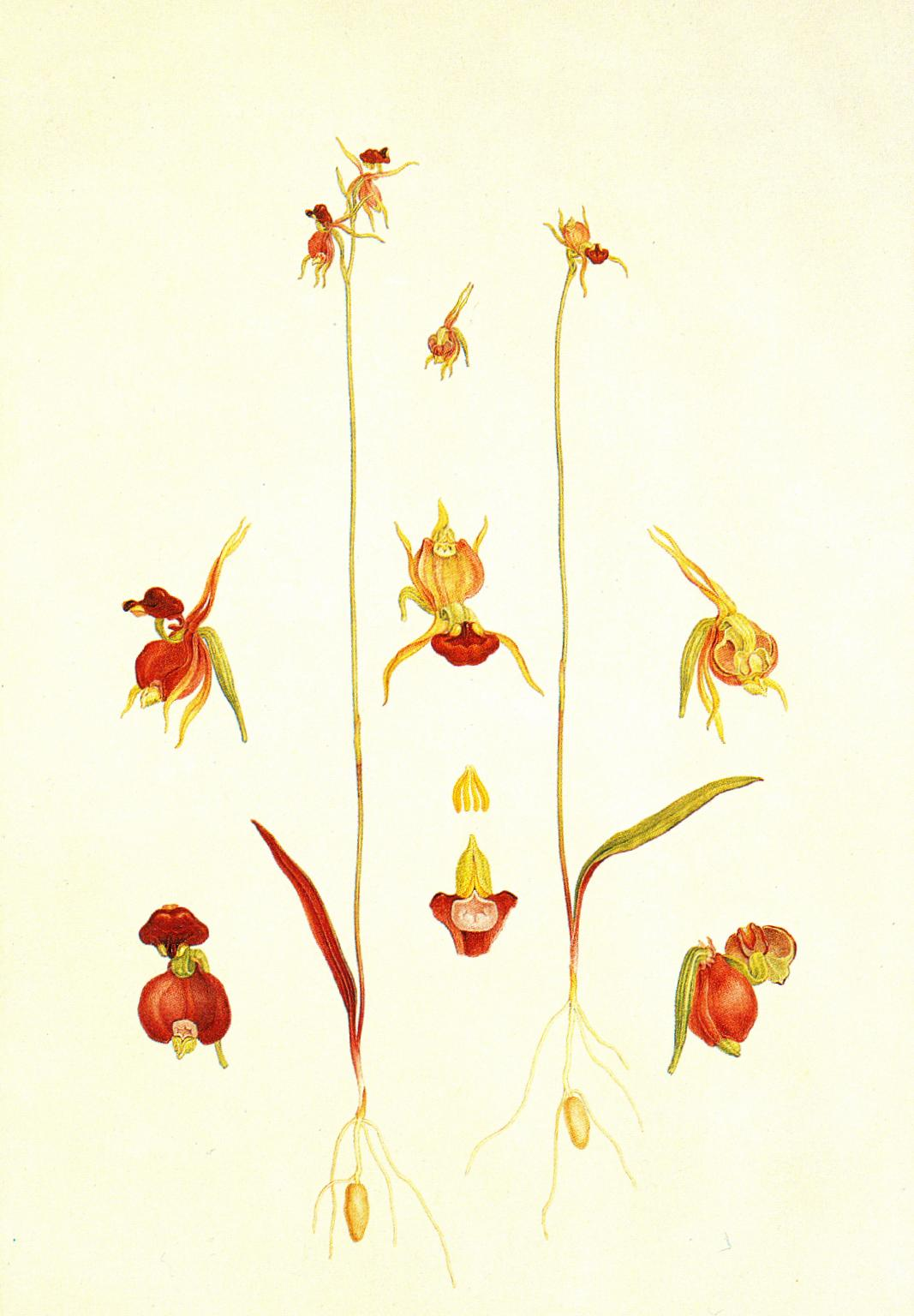